# Antiche unità di misura del circondario di Lecce
Sono qui riportate le conversioni tra le antiche unità di misura in uso nel circondario di Lecce e il sistema metrico decimale, così come stabilite ufficialmente nel 1877; non si riportano le unità di misura e di peso stabilite con la riforma del 1840, rese uniformi nell'intero Regno di Napoli.
Nonostante l'apparente precisione nelle tavole, in molti casi è necessario considerare che i campioni utilizzati erano di fattura approssimativa o discordanti tra loro.

## Misure di lunghezza
Nel 1877, oltre alle unità ufficiali del 1840, sono indicate in uso alcune misure abusive.
| Comuni         | Denominazione | Valore   | Unità |
| -------------- | ------------- | -------- | ----- |
| Tutti i comuni | Canna         | 2,109360 | m     |
| Tutti i comuni | Palmo         | 0,263670 | m     |

Secondo l'uso abusivo anteriore al 1840 la canna si divide in 8 palmi, il palmo in 12 once, l'oncia in 5 minuti.
10 palmi fanno la pertica. 7 palmi fanno il passo. 10 passi fanno la catena. 100 catene fanno il miglio.
Come base delle misure agrarie, oltre il passo comune di 7 palmi, si usavano pure nelle varie località passi da terra di palmi 4, 4 1/3, 4 1/2, 6, 6 2/3, 8, 9, 12.

## Misure di superficie
Nel 1877, oltre alle unità ufficiali del 1840, sono indicate in uso alcune misure abusive.
| Comuni | Denominazione | Valore   | Unità |
| --- | --- | -------- | ----- |
| Tutti i comuni | Palmo quadrato | 0,069522 | m²    |
| Lecce, Galatina, San Pietro in Lama | Tomolo di 1200 passi quadrati di palmi 7 di lato | 4087,89  | m²    |
| Melpionano, Cannole, Caprarica di Lecce, Calimera, Carpignano Salentino, Bagnolo del Salento, Lecce, Cavallino, Lequile, Castrifrancone, Squinzano, Campi Salentino, Cellino San Marco, Torchiarolo, San Pier Vernotico, Carmino, Novoli, Galatina, Trepuzzi, Arnesano, Soleto, San Pietro in Lama, Martignano, Sternatia, Copertino, Leverano, Corigliano d'Otranto, Cutrofiano, Sogliano Cavour | Vignale di 2500 passi quadrati di palmi 6 di lato | 6256,97  | m²    |
| Cavallino, Copertino, Leverano, Cannole, Bagnolo del Salento | Vigna di 1600 passi quadrati di palmi 4 1/2 di lato; Orto di 900 passi quadrati di palmi 6 di lato; Tomolata di 506 1/4 passi quadrati di palmi 8 di lato; Tomolata di 400 passi quadrati di palmi 9 di lato | 2252,51  | m²    |
| Melendugno, Vernole, Sogliano Cavour | Moggio di 900 passi quadrati di palmi 8 di lato; Vigna di 1600 passi quadrati di palmi 6 di lato; Tomolata di 3600 passi quadrati di palmi 4 di lato; Tomolata di 400 passi quadrati di palmi 12 di lato     | 4004,46  | m²    |
| Galatina, Sogliano Cavour | Orto di 1600 passi quadrati di palmi 4 1/3 di lato | 2088,75  | m²    |
| Giurdignano, Palmariggi | Vignale di 1600 passi quadrati di palmi 6 2/3 di lato | 4943,78  | m²    |
| Otranto | Tomolo di 1600 passi quadrati di palmi 7 di lato | 5450,51  | m²    |
| Martano | Tomolo di 1089 passi quadrati di palmi 7 di lato | 3709,76  | m²    |

64 Palmi quadrati abusivi fanno la canna quadrata abusiva.

## Misure di volume
Nel 1877, oltre alle unità ufficiali del 1840, sono indicate in uso alcune misure abusive.
| Comuni         | Denominazione | Valore | Unità |
| -------------- | ------------- | ------ | ----- |
| Tutti i comuni | Palmo cubo    | 18,331 | L     |

Secondo l'uso anteriore al 1840 mille palmi cubi fanno una pertica cuba, e 512 palmi cubi fanno la canna cuba.
La canna di costumanza per le fabbriche equivale ad un quarto di canna abusiva cuba.
La canna per la legna da fuoco di 256 palmi cubi abusivi equivale a mezza canna abusiva cuba.
Palmi cubi abusivi 9 1/3 fanno la soma per l'arena che si divide in 7 cofani.

## Misure di capacità per gli aridi
Nel 1877, oltre alle unità ufficiali del 1840, sono indicate in uso alcune misure abusive.
| Comuni         | Denominazione | Valore  | Unità |
| -------------- | ------------- | ------- | ----- |
| Tutti i comuni | Tomolo        | 55,3189 | L     |

Il tomolo, tanto prima che dopo il 1840, si divide in 24 misure.

## Misure di capacità per i liquidi
Nel 1877, oltre alle unità ufficiali del 1840, sono indicate in uso alcune misure abusive.
| Comuni                                    | Denominazione          | Valore   | Unità |
| ----------------------------------------- | ---------------------- | -------- | ----- |
| Tutti i comuni meno i seguenti            | Soma di 240 caraffe    | 154,2921 | L     |
| Tutti i comuni meno i seguenti            | Caraffa di 24 once     | 0,642884 | L     |
| Campi Salentino                           | Soma di 240 caraffe    | 174,6501 | L     |
| Campi Salentino                           | Caraffa di 27 1/6 once | 0,727709 | L     |
| Cellino San Marco, Vernole                | Soma di 240 caraffe    | 167,1498 | L     |
| Cellino San Marco, Vernole                | Caraffa di 26 once     | 0,696458 | L     |
| Martignano, Sternatia, Calimera, Leverano | Soma di 240 caraffe    | 158,5780 | L     |
| Martignano, Sternatia, Calimera, Leverano | Caraffa di 24 2/3 once | 0,660742 | L     |
| Cutrofiano, Sogliano Cavour, Otranto      | Soma di 240 caraffe    | 192,8652 | L     |
| Cutrofiano, Sogliano Cavour, Otranto      | Caraffa di 30 once     | 0,803605 | L     |
| Cannole, Castrignano de' Greci            | Soma di 240 caraffe    | 173,5786 | L     |
| Cannole, Castrignano de' Greci            | Caraffa di 27 once     | 0,723244 | L     |
| Carpignano Salentino, Martano             | Soma di 240 caraffe    | 180,0075 | L     |
| Carpignano Salentino, Martano             | Caraffa di 28 once     | 0,750031 | L     |

La caraffa abusiva si divide in 2 misure.
La soma da vino si divide in 15 mezze, o 10 barili piccoli, o 4 barili grandi.
I pesi indicati nelle misure da vino sono quelli del volume di acqua distillata che dovevano contenere, e non servono che di nomenclatura distintiva.
| Comuni | Denominazione                                   | Valore   | Unità |
| --- | ----------------------------------------------- | -------- | ----- |
| Tutti i comuni eccetto i seguenti | Salma per olio-mosto di rotoli 187 = 166,616 kg | 182,4347 | L     |
| Lecce (per olio chiaro), Martignano, Calimera, Sternatia, Martano, Soleto, Corigliano d'Otranto, Castrignano dei Greci (per l'olio-mosto) | Salma di rotoli 175 = 155,925 kg                | 170,7277 | L     |
| Lecce (per olio-mosto) | Salma di rotoli 182 = 162,161 kg                | 177,5568 | L     |

La salma da olio si divide in 10 staia, lo staio in 32 pignatelle.
I pesi indicati per le misure dell'olio sono quelli del volume di olio che devo in esso contenersi, giacché nel sistema metrico napoletano l'olio si misurava a peso e non a capacità.

## Pesi
| Comuni         | Denominazione | Valore  | Unità |
| -------------- | ------------- | ------- | ----- |
| Tutti i comuni | Rotolo        | 890,997 | g     |
| Tutti i comuni | Libbra        | 320,759 | g     |

Secondo l'uso abusivo anteriore al 1840 cento libbre fanno un cantaro piccolo.
Secondo la varietà dei luoghi e delle merci si usavano pure rotoli speciali di once 30, 36, 39, 42, 44, 48, 52, 56.
Gli orefici dividono l'oncia in 30 trappesi, il trappeso in 20 acini.
I gioiellieri dividono l'oncia in 130 carati, il Carato in 4 grani.
I farmacisti dividono l'oncia in 10 dramme, la dramma in 3 scrupoli, lo scrupolo in 2 oboli, l'obolo in 10 acini.
Dramme 1 1/2 fanno il peso aureo.
40 rotoli fanno un peso per la calce.
4 rotoli fanno una decina, peso della lana.

## Territorio
Nel 1874 nel circondario di Lecce erano presenti 43 comuni divisi in 11 mandamenti.
- Campi Salentina • Campi Salentina, Cellino San Marco, San Pietro Vernotico, Squinzano, Torchiarolo
- Carpignano Salentino • Bagnolo del Salento, Cannole, Carpignano Salentino
- Copertino • Copertino, Leverano
- Galatina • Corigliano d'Otranto, Cutrofiano, Galatina, Martignano, Sogliano Cavour, Soleto, Sternatia, Zollino
- Lecce • Lecce, Surbo
- Martano • Calimera, Caprarica di Lecce, Castrignano de' Greci, Martano, Melpignano
- Monteroni di Lecce • Arnesano, Monteroni di Lecce, San Pietro in Lama
- Novoli • Novoli, Carmiano, Trepuzzi
- Otranto • Giurdignano, Otranto, Palmariggi, Uggiano la Chiesa
- San Cesario di Lecce • Cavallino, Lequile, Lizzanello, San Cesario di Lecce, San Donato di Lecce
- Vernole • Castrifrancone, Melendugno, Vernole